# Dicranomyia (Dicranomyia) radegasti
Dicranomyia (Dicranomyia) radegasti is een tweevleugelige uit de familie steltmuggen (Limoniidae). De soort komt voor in het Palearctisch gebied.